# 肯特站
肯特站是位於愛爾蘭共和國第二大城科克的一個火車站，由愛爾蘭鐵路營運。該車站最初於1893年啟用，是前往都柏林和特拉利的城際服務以及前往馬羅、科夫和米德爾頓的通勤服務的樞紐。2016年，肯特站是愛爾蘭共和國第五繁忙的車站，也是都柏林以外最繁忙的車站。